# Mariangela Barbanente
Mariangela Barbanente (Mola di Bari, 4 aprile 1968) è una sceneggiatrice e regista cinematografica italiana.

## Biografia
Laureata in Lettere Moderne all'Università degli Studi di Roma "La Sapienza", indirizzo Storia e Critica del Cinema, con una tesi su Tullio Pinelli; diplomata nel corso di Sceneggiatura al Centro sperimentale di cinematografia.
Tra il 1994 e il 1997 realizza due cortometraggi documentari scientifici per l'ENEA: Il Lidar e Io ero in terra e'l cor in paradiso.
Nel 1996 inizia una collaborazione con la casa di produzione francese Les Films d'ici come aiuto-regista e assistente di produzione in alcune loro produzioni realizzate in Italia tra cui Prove di Stato e Un cas d'école di Leonardo Di Costanzo, e Shakespeare a Palermo di Francesca Comencini.
In quello stesso anno scrive saltuariamente come corrispondente da Parigi per la pagina degli Spettacoli  de l'Unità e La Gazzetta del Mezzogiorno.
Nel 2000 dirige la sua opera prima, Sole, documentario che riceve una menzione speciale al Torino Film Festival.
Dal 2003 e per una decina d'anni, è stata attiva nell'associazione Apollo Undici di Roma animando, insieme ad altri appassionati del genere capeggiati da Agostino Ferrente, "Racconti dal vero", una delle prime rassegne di documentari della capitale.
Nel 2006 collabora alla sceneggiatura del documentario L'orchestra di piazza Vittorio, diretto da Agostino Ferrente.
Nel 2011 il suo documentario Ferrhotel vince il premio UCCA Venti Città al Torino Film Festival e il Premio Amnesty Iinternational alla Mostra Internazionale del Nuovo Cinema di Pesaro del 2012.
È stata presidente di Doc/it - Associazione Documentaristi Italiani tra il 2011 e il 2013.
Nel 2012 firma insieme a Maurizio Braucci e Leonardo Di Costanzo la sceneggiatura del film drammatico L'intervallo, di Leonardo Di Costanzo, vincitore di un David di Donatello per il miglior regista esordiente, un Nastro d'argento per il soggetto originale, un Globo d'oro e un Ciak d'oro.
Nel 2014 il documentario In viaggio con Cecilia realizzato in coregia con Cecilia Mangini è il film d'apertura del Festival dei Popoli .
Nel 2016 Varichina - La vera storia della finta vita di Lorenzo De Santis realizzato in coregia con Antonio Palumbo riceve una menzione speciale al Florence Queer Festival e nel 2017 una nomination per il Nastro d'argento al migliore docufilm.
Dal 1996 è inoltre sceneggiatrice di numerose fiction televisive, collaborando con Stefano Reali (Le ali della vita, Eravamo solo mille, Come un delfino, Rimbocchiamoci le maniche), Sandrone Dazieri (Il sistema), e scrivendo alcuni episodi delle serie La squadra, Orgoglio, Fratelli detective, R.I.S. - Delitti imperfetti; nonché soap opera come Un posto al sole, Vivere, Sottocasa.

## Filmografia

### Attrice
- Odore di pioggia, regia di Nico Cirasola (1989)

### Regista
- Il Lidar di Frascati - cortometraggio documentario (1994)
- Io era in Terra e 'l cuor in Paradiso - cortometraggio documentario (1997)
- Sole - documentario (2000)
- Il trasloco del bar di Vezio - serie TV (2005)
- Ferrhotel - documentario (2011)
- In viaggio con Cecilia, co-regia con Cecilia Mangini - documentario (2013)
- Varichina - La vera storia della finta vita di Lorenzo De Santis, co-regia con Antonio Palumbo - documentario (2015)
- Come Again Mr Babylon - cortometraggio documentario (2016)

### Sceneggiatrice

#### Cinema
- Passami il burro!, regia di Andrea Gropplero - cortometraggio (1990)
- Permesso di soggiorno, regia di Andrea Gropplero - cortometraggio (1991)
- Sara May, regia di Marianna Sciveres (2004)
- L'orchestra di piazza Vittorio, regia di Agostino Ferrente - documentario (2006)
- Il cuore all'improvviso, regia di Catherine McGilvray - cortometraggio (2007)
- L'orchestra di Piazza Vittorio - I diari del ritorno, regia di Leonardo Di Costanzo e Alessandro Rossetto - documentario  (2007)
- L'intervallo, regia di Leonardo Di Costanzo (2012)
- Varichina - La vera storia della finta vita di Lorenzo De Santis, regia di Mariangela Barbanente e Antonio Palumbo - docudrama (2017)

#### Televisione
- Le ali della vita, regia di Stefano Reali - film TV (2001)
- La squadra - serie TV (2003)
- Orgoglio - serie TV (2004)
- Il trasloco del bar di Vezio, regia di Mariangela Barbanente - serie documentaria TV (2005)
- Eravamo solo mille, regia di Stefano Reali - film TV (2007)
- Fratelli detective, regia di Rossella Izzo - serie TV (2011)
- R.I.S. - Delitti imperfetti - serie TV (2009 - 2012)
- Come un delfino, regia di Stefano Reali e Raoul Bova - serie TV (2013)
- Il sistema, regia di Carmine Elia - serie TV (2016)
- Rimbocchiamoci le maniche, regia di Stefano Reali - serie TV (2016)